# Alexander Murray (8. hrabia Dunmore)
Alexander Edward Murray (ur. 22 kwietnia 1872 w City of Westminster, zm. 29 stycznia 1962 w Londynie) – brytyjski arystokrata i wojskowy, najstarszy syn Charlesa Murraya, 7. hrabiego Dunmore, i lady Gertrude Coke, córki 2. hrabiego Leicester.

## Życiorys
Wykształcenie odebrał w Eton College. Po ukończeniu nauki wstąpił do 16 pułku lansjerów Królowej (16th Lancers The Queen's). W stopniu porucznika brał udział w kampanii w Indiach w 1897 r. 17 sierpnia w rejonie Nawa Kili, lord Fincastle (taki tytuł nosił Alexander zanim po śmierci swojego ojca w 1907 r. odziedziczył tytuł hrabiego Dunmore i zasiadł w Izbie Lordów), w towarzystwie dwóch oficerów (Roberta Bellewa Adamsa i Hectora Lachlana Stewarta MacLeana) oraz pięciu żołnierzy, ruszyli na ratunek rannemu porucznikowi fizylierów Lancashire, który leżał ciężko ranny tuż przed liniami wroga. Mimo zmasowanego ognia nieprzyjaciół udało im się wynieść rannego oficera, który jednak został nieszczęśliwie trafiony kulą niedługo później i zmarł. Śmiertelnie ranny został również MacLean. Wszyscy trzej oficerowie otrzymali za swoją odwagę Krzyż Wiktorii.
Dunmore brał później udział w II wojnie burskiej w latach 1899–1900 i w I wojnie światowej w latach 1914–1916. Dosłużył się rangi majora. Został odznaczony Orderem za Wybitną Służbę i został kawalerem Królewskiego Orderu Wiktorii. W 1924 r. pełnił funkcję kapitana Gentlemen-at-Arms.

## Życie prywatne
5 stycznia 1904 r. poślubił Lucindę Dorotheę Kemble, córkę pułkownika Horace'a Kemble'a. Alexander i Lucinda mieli razem syna i dwie córki:
- Marjorie Hilda Murray (ur. 1 listopada 1904), żona kapitana Duncana Stirlinga, miała dzieci
- Edward David Murray (3 kwietnia 1908 - czerwiec 1940), wicehrabia Fincastle, zginął podczas II wojny światowej, ojciec 9. hrabiego Dunmore
- Mary Elizabeth Murray (ur. 28 listopada 1913), żona majora Petera Oldfielda, miała dzieci.